# Генріх XVIII Ройсс-Кестріцький
Принц Генріх XVIII Ройсс-Кестріцький (нім. Heinrich XVIII. Prinz Reuß zu Köstritz; 14 травня 1847, Лейпциг — 15 серпня 1911, Швайнфурт) — німецький воєначальник, генерал кінноти Прусської армії (1902).

## Біографія

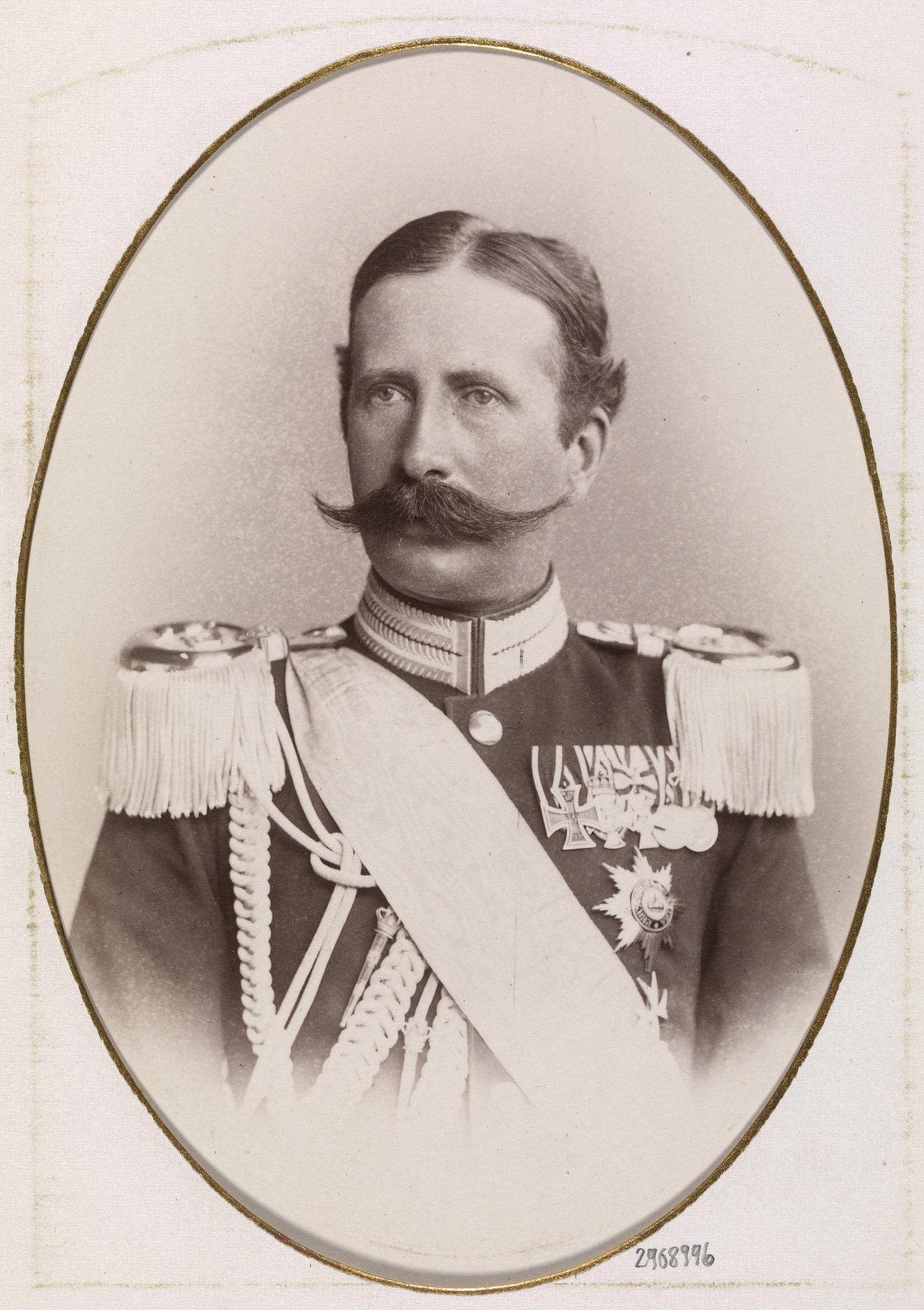
Принц Генріх в 1886 році.

Представник давнього князівського роду Ройсс. Старший з трьох синів князя Генріха II (1803–1852) і його дружини Клотільди, уродженої графині цу Кастелль-Кастелль (1821–1860), дочки графа Фрідріха Людвіга цу Кастелль-Кастелль (1791–1875).
З 1883 року — ад'ютант імператора Вільгельма. З 4 листопада 1886 по 26 січня 1892 року — командир 1-го великогерцогського мекленбурзького драгунського полку №17, з 27 січня 1897 по 15 лютого 1899 року — 14-ї дивізії.

## Сім'я
17 лютого 1886 року одружився в Шверіні з герцогинею Шарлоттою Мекленбург-Шверінською (7 листопада 1868 — 20 грудня 1944), дочкою герцога Вільгельма Мекленбург-Шверінського (1827–1879) і його дружини Александріни, уродженої принцеси Прусської (1842–1906). В пари народились 3 сини:
- Генріх XXXVII (1888–1964) — генерал-лейтенант люфтваффе, кавалер Німецького хреста в золоті.
- Генріх XXXVIII (1889–1918) — загинув у бою під час Першої світової війни.
- Генріх XLII (1892–1949)

## Нагороди[6]
- Почесний хрест (Ройсс) 1-го класу з короною
- Орден Вендської корони, великий хрест (Велике герцогство Мекленбург-Шверінське)
- Орден дому Саксен-Ернестіне, великий хрест
- Орден Корони Румунії, великий хрест[7]
- Орден Меджида (Османська імперія)[7]

### Королівство Пруссія
- Орден Червоного орла 1-го класу
- Залізний хрест 2-го класу
- Орден Святого Йоанна (Бранденбург), лицар справедливості
- Почесний оберст 2-го ганноверського драгунського полку №16
- Почесний оберст Прусської армії
- Столітня медаль

### Російська імперія
- Орден Святого Олександра Невського[8]
- Орден Святої Анни 1-го ступеня[7]
- Орден Білого Орла[7]